# Frances Mary Albrier

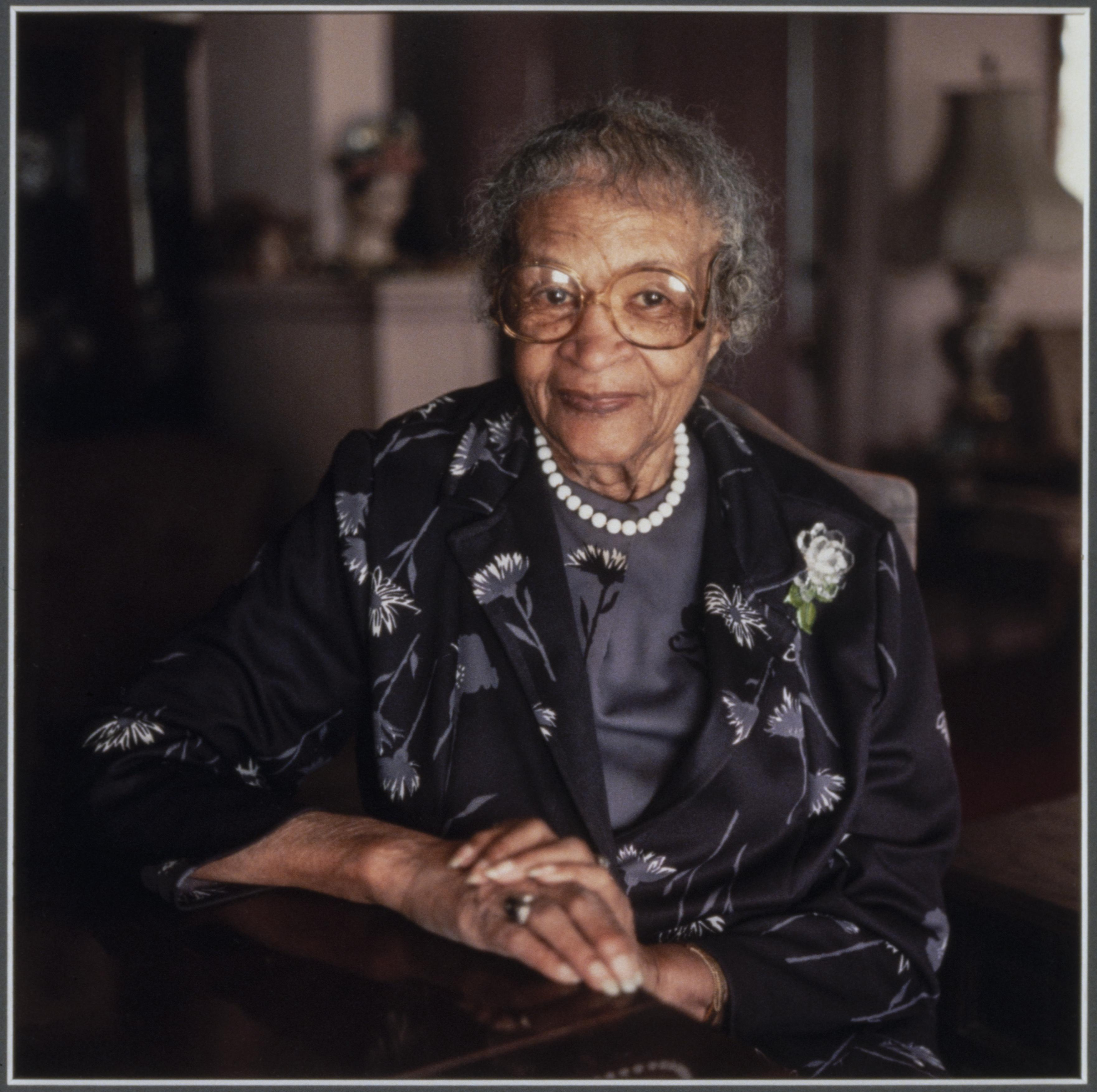
Frances Mary Albrier

Frances Mary Albrier (Geburtsname: Frances Mary Redgrey; * 21. September 1898 in Mount Vernon, New York; † 21. August 1987 in Berkeley, Kalifornien) war eine US-amerikanische Aktivistin der Bürgerrechtsbewegung und Politikerin der Demokratischen Partei. Sie leistete Pionierarbeit für die Sache der Bürgerrechte und beteiligte sich aktiv an fast jeder Organisation, die darauf abzielte, Afroamerikaner zu ermutigen, ein Gefühl für ihren eigenen Wert zu entwickeln.

## Leben

### Familiäre Herkunft, Studien und Beginn des Engagements

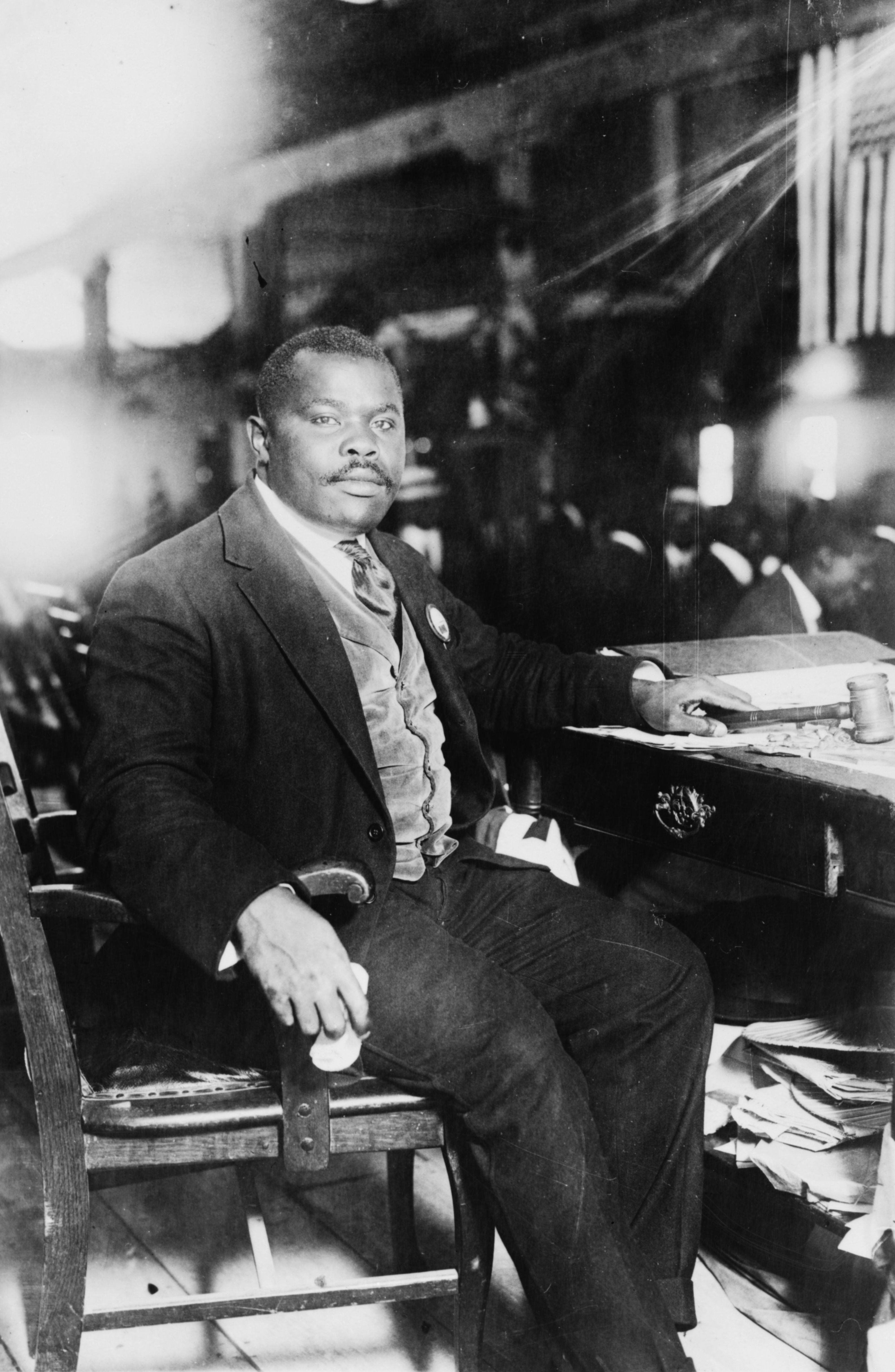
In den 1920er Jahren schloss sich Frances Mary Albrier der Universal Negro Improvement Association (UNIA) von Marcus Garvey an.

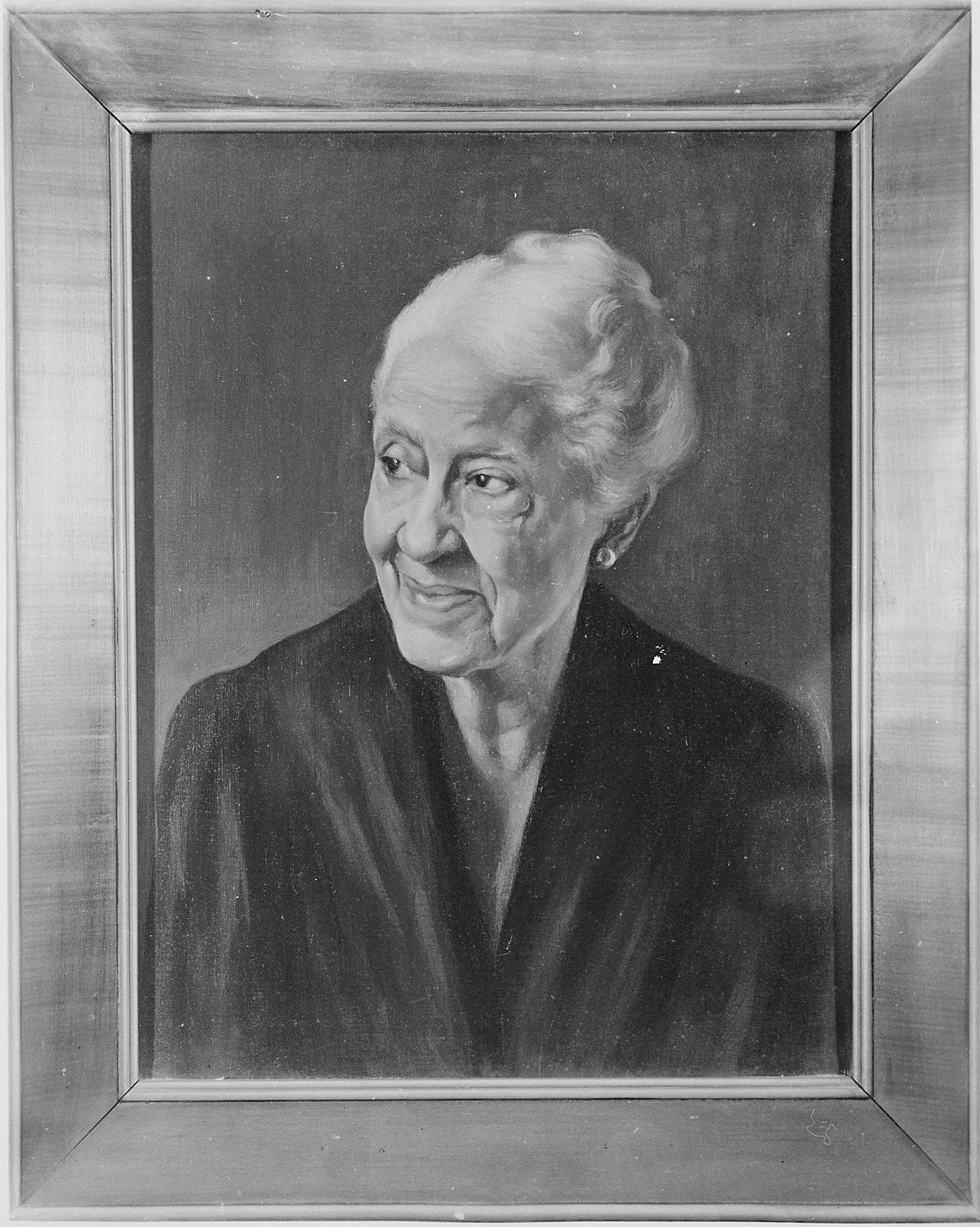
Die Freundschaft zu Mary Church Terrell und…

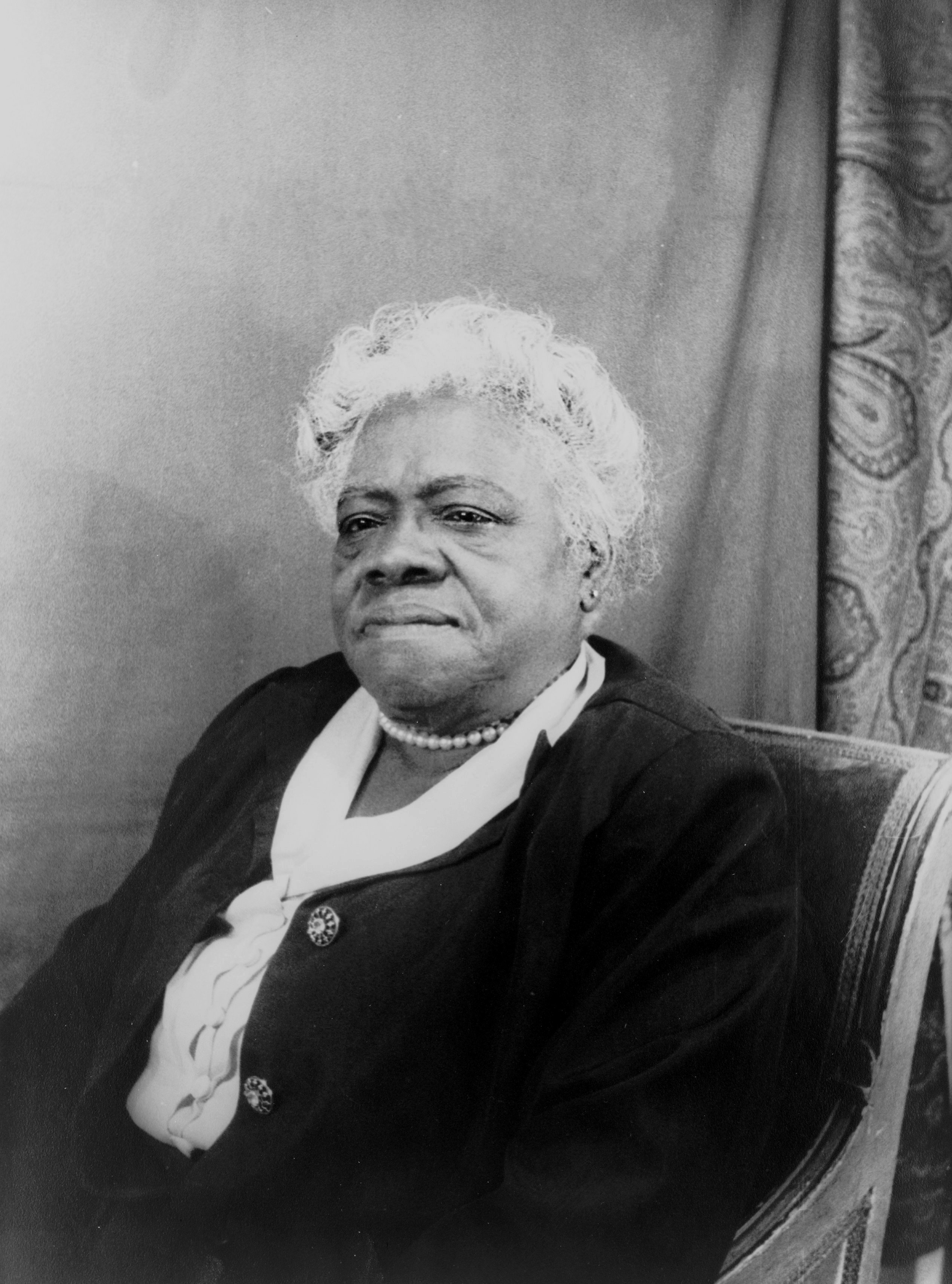
… und Mary McLeod Bethune führte dazu, dass Frances Albrier viele Clubs für schwarze Frauen gründete.

Die als Frances Mary Redgrey geborene Frances Mary Albrier, Tochter des Fabrikvorarbeiters Lewis Redgrey und der Köchin Laura Redgrey, wurde nach dem Tode ihrer Mutter als Dreijährige 1901 bereits Halbwaise und wuchs daraufhin mit ihrer jüngeren Schwester von ihren Großeltern väterlicherseits, Lewis Redgrey, einem Blackfoot-Indianer, und Johanna Bowen, einer befreiten Sklavin, auf ihrer 22 Hektar großen Farm in Tuskegee auf. Sie besuchte das Tuskegee University, eine der bekanntesten historischen afroamerikanischen Bildungseinrichtungen, und absolvierte dort ein Studium der Botanik am Lehrstuhl von George Washington Carver, der auch ihren Großvater in produktiven Anbautechniken beriet. 1917 begann sie ein Studium der Krankenpflege und Soziale Arbeit an der Howard University, verließ diese aber 1920 nach dem Tod ihrer Großmutter und zog zu ihrem Vater sowie ihrer Stiefmutter nach Berkeley. Aus ihrer 1922 geschlossenen Ehe mit dem 1930 verstorbenen William Albert Jackson gingen drei Kinder hervor. 1934 heiratete sie in zweiter Ehe Willie Antoine Albrier, einen Gepäckträger der Clubwagen der Pullman Palace Car Company, und nahm dessen Familiennamen an. Aufgrund der Erziehung in den Werten ihrer Großmutter sowie ihrer Lehrer war sie stark motiviert, die Situation der schwarzen Amerikaner zu verbessern. Durchdrungen von der Überzeugung, dass Bildung unerlässlich ist, um Schwarzen Türen zu öffnen, und dass diejenigen, die das Glück haben, gebildet zu werden, „der Rasse etwas schulden“ (owed something to the race), machte sie Bildung zu einem Schwerpunkt all ihrer Aktivitäten. Laut einer in den 1970er Jahren geführten mündlichen Überlieferung, wurde sie von ihrer Großmutter ermahnt, dass „Verbitterung dich umbringen wird“ (bitterness will kill you) und dass sie „kämpfen und sich das verdienen muss, was man bekommt… Respekt verdienen“ (fight and earn what you got … earn respect), entwickelte Albrier „ein Gefühl der Vergeltung und des Kampfes durch das System“ (developed a sense of retaliation and fighting through the system).
Ihr soziales Engagement begann in den 1920er Jahren, als Frances Mary Albrier sich der Universal Negro Improvement Association (UNIA) von Marcus Garvey anschloss, wo sie bei den Universal African Black Cross Nurses der Vereinigung und als Vizepräsidentin der Frauenhilfsorganisation diente. Von 1926 bis 1931 arbeitete sie als Dienstmädchen und Maniküristin bei der Sunset Limited der Pullman Company und unterstützte Asa Philip Randolphs Bemühungen, die Brotherhood of Sleeping Car Porters (BSCP) zu organisieren, der ersten von Afroamerikanern geführten Gewerkschaftsorganisation, die mit einer Charta quasi in den Gewerkschaftsdachverband American Federation of Labor (AFL) aufgenommen wurde. In den 1930er und 1940er Jahren arbeitete sie als Mitglied und dann Präsidentin der American Federation of Labour’s Women’s Auxiliary of the Dining Car Cooks and Waiters, der Gewerkschaft der weiblichen Hilfskräfte der Speisewagenköche und Kellner, aktiv daran, schwarze Männer und Frauen in die diskriminierenden Mainstream-Gewerkschaften zu bringen. In den 1930er und 1940er Jahren unterstützte sie ferner den East Bay Women's Welfare Club, die Association of Coloured Women's Clubs und die Nationale Organisation für die Förderung farbiger Menschen NAACP (National Association for the Advancement of Colored People) bei ihren schließlich erfolgreichen Bemühungen, schwarze Frauen in das Ausbildungsprogramm für Krankenschwestern der Kreiskrankenhäuser aufzunehmen und zu ihnen erlauben, in Schlafsälen zu leben. Ihre Freundschaft mit Mary Church Terrell und Mary McLeod Bethune, die ihr den Wert von Clubs für schwarze Frauen offenbarten, führte dazu, dass sie viele solcher Clubs gründete, Frauen über soziale und politische Themen aufklärte und sie zu Gemeinschaftsaktionen motivierte.

### Engagement in Demokratischer Partei, Gewerkschaften sowie Zweiter Weltkrieg
Albrier sah in der Politik der Demokratischen Partei eine weitere Möglichkeit, für die Rechte der Schwarzen zu kämpfen. 1938 wurde sie als erste Frau in das Zentralkomitee der Demokratischen Partei von Alameda County gewählt, eine Position, die sie bis 1962 innehatte. Sie fungierte als Delegierte auf Parteitagen des Bundesstaates und war Mitglied mehrerer lokaler Demokratischer Parteiklubs, von denen einige von ihr organisiert wurden. Sie setzte sich für staatliche und nationale Kandidaten, faire Beschäftigungs- und Wohnungsgesetze und die Wahl schwarzer Männer und Frauen in öffentliche Ämter ein. Ihr Engagement trug dazu bei, dass 1943 Berkeley seinen ersten schwarzen Lehrer einstellte. Der Apotheker von Berkeley, Byron Rumford, wurde 1948 in die Versammlung von Kalifornien (California State Assembly) gewählt. 1955 drängte sie als Sekretärin eines von der Kirche geförderten Beschäftigungsausschusses erneut auf die Beschäftigung von Schwarzen und in den 1960er Jahren gewannen die Schwarzen schließlich Sitze im Stadtrat und in der Schulbehörde von Berkeley.
Sie setzte sich von 1938 bis 1943 für die Einstellung schwarzer Lehrer im Schulsystem von Berkeley ein, organisierte zunächst den East Bay Women's Welfare Club, um Forschung und Öffentlichkeitsarbeit zu betreiben, und kandidierte dann 1939 für den Stadtrat von Berkeley, um die Barrieren für Afroamerikaner in den Schulen und der lokalen Regierung öffentlich zu machen. 1940 leitete sie als Präsidentin des Citizens Employment Council die erfolgreiche Protestbewegung „Kaufen Sie nicht, wo Sie nicht arbeiten können“ (Don’t Buy Where You Can’t Work). Während des Zweiten Weltkrieges durchbrach sie andere Barrieren. Sie war eine Pionierin beim Roten Kreuz, Fahrerin in deren Motorcorps und gab Erste-Hilfe-Kurse. 1942 wurde sie die erste schwarze Schweißerin, die ohne Gewerkschaftszugehörigkeit in den Kaiser-Werften der Richmond Shipyards arbeiten durfte. Afroamerikanern war es nicht gestattet, Mitglied in AFL-Gewerkschaften zu werden, und weil es in den Kaiser-Werften keine eigenen schwarzen Hilfskräfte gab, beschwerte sie sich direkt beim Manager, der ihr erlaubte, ohne Gewerkschaftsausweis zu arbeiten. Nachdem eine Exekutivverordnung erlassen worden war, die Diskriminierung bei der Gewerkschaftsmitgliedschaft verbot, wurden getrennte Hilfskräfte organisiert, und 1943 trat sie der Gewerkschaft bei. Da sie vermutete, dass schwarze Postangestellte bei Arbeitsaufträgen, Beförderungen und allgemeinen Arbeitsbeziehungen diskriminiert wurden, verließ sie 1943 die Werften und arbeitete im Postamt von San Francisco. Kurz darauf organisierte sie den Postal Service Workers Club, um Beschwerden wegen Diskriminierung zu bearbeiten.

### Nachkriegszeit und letzte Lebensjahre
Albriers Reise nach Nigeria 1960, um als Vertreterin des National Council of Negro Women (NCNW) an den nigerianischen Unabhängigkeitszeremonien teilzunehmen, war das krönende Ereignis ihres Lebens und symbolisierte ihr Engagement für die Förderung der Schwarzen weltweit. Im Einklang mit ihrem Engagement für die Anerkennung schwarzer Errungenschaften arrangierte sie 1958 und 1965 die ersten Schaufensterauslagen zum Gedenken an die National Negro History Week in großen Kaufhäusern in der Innenstadt von Oakland und San Francisco. In den 1960er Jahren sprach sie mit Schulkindern über die Geschichte der Schwarzen und war 1968 Präsidentin der East Bay Negro Historical Society.
Ende der 1960er Jahre wandte sich Albrier dem Themengebiet der älteren Menschen und ihrer Lebenssituation zu, übernahm eine führende Rolle bei der Entwicklung der Seniorenzentren in Berkeley und sprach auf Seminaren über das Altern. 1967 berief der Bürgermeister von Berkeley sie in das siebenköpfige Committee on Aging. Sie war 1971 Delegierte der Konferenz des Weißen Hauses über das Altern und wurde 1972 in das Kuratorium des Herrick Hospital berufen, jeweils als erste schwarze Kandidatin. 1986 war sie Präsidentin des Northern California Caucus on Black Aging. Albrier starb ein Jahr später am 21. August 1987 in Berkeley, Kalifornien.

### Ehrungen und Auszeichnungen
Frances Mary Albrier erhielt von 1954 bis 1978 fast jährlich Ehrungen für ihr außergewöhnliches Engagement, darunter den NAACP West Coast Region „Fight for Freedom“ Award (1954), den Preis für die Frau des Jahres (1966), Sun-Reporter Citizen of Merit Award (1967), eine Auszeichnung des California Assembly Rules Committee für den Kampf gegen Rassendiskriminierung (1971), den Ehrendienstpreis des kalifornischen Kongresses der Eltern und Lehrer (1971), den National Congress of Negro Women’s „Outstanding Woman of Northern California“ Award (1973), den City of Berkeley Community Service Award (1976) und den „Woman of Tomorrow“ Award der Greyhound Corporation (1978).

## Hintergrundliteratur
- Ruth Edmonds Hill und Judith Sedwick: Women of Courage, 1984
- Charlotte Painter und Pamela Valois: Gifts of Age, 1985
- Malca Chall: Determined Advocate for Racial Equality, 1977–1978,” in: Ruth Edmonds Hill: The Black Women Oral History Project, S. 169–530, Band 1, 1991 (Onlineversion)
- Melinda Chateauvert: Marching Together. Women of the Brotherhood of Sleeping Car Porters, 1997, ISBN 978-0-252-06636-8 (Onlineversion)
- Erin Chapman: Prove It On Me. New Negroes, Sex, and Popular Culture in the 1920s, 2012, ISBN 978-0-19-975831-9 (Onlineversion)
- Seeking El Dorado. African Americans in California, 2013, ISBN 978-0-295-80531-3 (Onlineversion)